# 第三条道路写作
1999年“知识分子写作”和“民间写作”之间的矛盾在在平谷县的盘峰诗会上爆发，他们之间的对立使得相当一批数量的诗人转向其他的中立立场，第三条道路写作概念因此提了出来。
1999年12月莫非、树才和谯达摩等在提出了第三条道路写作的诗歌概念之后，出版了《九人诗选》。他们认为，诗歌创作需要一种新的理论来指导个人的写作实践，建立起自由的多元的创作活动，推动中国现代诗歌的发展。
2002年《第三条道路》诗报创刊，标志着第三条道路写作进入一个新的阶段。

## 相关连接
- 中国诗歌库
- 中国诗歌史 （页面存档备份，存于）